# Zizkaea tuerckheimii
Espèce
Zizkaea tuerckheimii est une espèce de plantes à fleurs de la famille des Bromeliaceae.

## Répartition
Zizkaea tuerckheimii est originaire de l'île d'Hispaniola (République dominicaine et Haïti). 

## Description
Zizkaea tuerckheimii est un lithophyte qui pousse principalement dans le biome tropical humide. C'est un arbuste à feuilles persistantes originaire des forêts tropicales humides d'Amérique centrale et d'Amérique du Sud. Il a des feuilles brillantes vert foncé. Les petites fleurs ont un centre blanc et des pétales jaune-vert. Les fleurs comptent cinq pétales et cinq sépales. Les graines sont petites, rondes et noires. Les plantules ont des feuilles longues et étroites.

## Utilisations
Zizkaea tuerckheimii est utilisée comme plante ornementale dans les jardins et comme plante médicinale pour traiter diverses affections.

## Systématique
Le nom correct complet (avec auteur) de ce taxon est Zizkaea tuerckheimii (Mez) W.Till (d) & Barfuss (d).
L'espèce a été initialement classée dans le genre Tillandsia sous le basionyme Tillandsia tuerckheimii Mez.
Zizkaea tuerckheimii a pour synonymes :
- Tillandsia tuerckheimii Mez
- Vriesea tuerckheimii (Mez) L.B.Sm.

### Étymologie
L'épithète spécifique, tuerckheimii, a été donnée en l'honneur de Hans von Türckheim (en) (1853-1920), diplomate et botaniste allemand.